# Bedonkohe
Die Bedonkohe (Bi-dan-ku, Bidánku „In Front of the End People“: Volk, das an der vordersten Front siedelt) oder Bidankande (Bi-da-a-naka-enda „Standing in front of the enemy“: Volk das an der Grenze zum Feind siedelt) waren eine der vier bands (englisch „Stammesgruppen“) der Chiricahua, die zusammen mit den Mescalero, Jicarilla, Lipan, Kiowa-Apache und Westlichen Apache jeweils eine Stammesgruppe der Apache bilden (siehe Liste der Apachen-Stämme).
Die wohl bekanntesten Repräsentanten der Bedonkohe-Apache waren der Kriegshäuptling und Medizinmann (in Chiricahua diyin) Gokhlayeh (Goyathlay oder Goyaałé „der Gähnende“; besser bekannt als Geronimo) und Mangas Coloradas (spanisch-mexikanisch: „(blut)rot gefärbte Ärmel“, abgeleitet von seinem Apache-Spitznamen Kan-da-zis Tlishishen „Rotes/Pinkfarbenes Hemd“), der Häuptling (nantan) der Copper Mines-Lokalgruppe der Chihenne („Red Painted People“: Rot-bemaltes Volk), der östlichen band der Chiricahua.

## Territorium der Bedonkohe und benachbarter Chiricahua-Bands
Das Stammesgebiet der vier bands der Chiricahua, die wiederum aus mehreren Lokalgruppen (gotahs, englisch local bands) bestanden, lag im Südwesten von New Mexico und im Südosten von Arizona im heutigen Südwesten der USA sowie in der Sierra Madre Occidental im Norden der heutigen mexikanischen Bundesstaaten von Sonora und Chihuahua. Die vorher hier lebenden Zuni wurden vertrieben; daher deren Bezeichnung für die eindringenden Südlichen Athapasken als Apachu („Fremder, Feind“). Dieses Wort wurde von Spaniern, Mexikanern und später Amerikanern als Apaches übernommen. Die vier bands verstanden sich zwar als eine oftmals durch Heiraten untereinander verwandte Gruppe, die sich zudem auch sprachlich-kulturell von benachbarten Apache unterschied, agierten jedoch im Krieg als auch im Frieden oft eigenständig ohne Rücksichtnahme auf die Interessen benachbarter Chiricahua oder gar anderer – manchmal sogar verfeindeter – Apache.

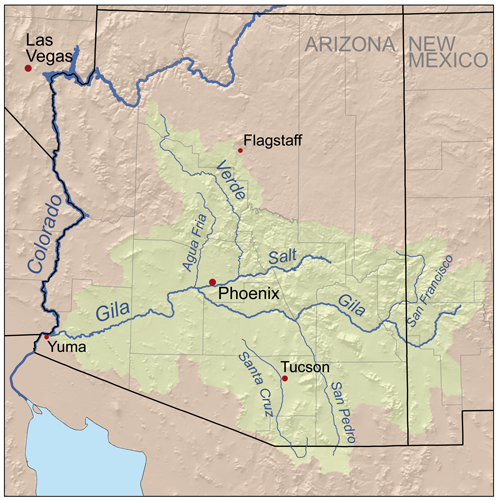
Einzugsgebiet und Verlauf des Gila Rivers, des Stammesgebietes verschiedener Apache – inklusive der Chihenne und Bedonkohe

Die Chokonen (Ch’ók’ánéń, Tsoka-ne-nde, Tcokanene, Chu-ku-nde, Chukunende, Ch’úk’ánéń, Ch’uuk’anén „Ridge of the Mountainside People“: „Volk von den Berghängen“, auch Chiricaguis) lebten im Südosten Arizonas, im Südwesten New Mexicos sowie im Nordosten von Sonora und werden auf Grund der zentralen Lage ihres Stammesgebietes sowie ihrer Prominenz oft als wirkliche oder Zentrale Chiricahua bezeichnet. Die gleichnamige nordöstliche Lokalgruppe der Chokonen lebte ebenfalls am Oberlauf des Gila River nordöstlich entlang des San Francisco River bis in die Mogollon Mountains in New Mexico und teilte sich somit Gebiete mit den Bedonkohe, die daher oft mit diesen verbündet und durch Heiraten verwandt waren.
Die Nednhi (Ndé'ndai, Nde-nda-i, Nédnaa’í, Ndé’indaaí, Ndé’indaande, Ndaandénde „feindliches Volk“, „Volk, das Ärger bereitet“, oft als Bronco Apaches oder Sierra Madre Apaches bezeichnet) lebten im Nordwesten Chihuahuas, Nordosten Sonoras sowie im Südosten Arizonas – da sie die am weitesten nach Süden in den Norden Mexikos vorgedrungene band waren, werden sie oft als Südliche Chiricahua bezeichnet.
Die Chihenne (Chi-he-nde, Chihende, Tci-he-nde, Chíhéne, Chííhénee’ „rot bemaltes Volk“ oder „Volk der roten Farbe“, der Name könnte sich auf die mineralische Rotfärbung des kupferhaltigen Stammesgebiets beziehen, oft als Copper Mine, Warm Springs, Ojo Caliente Apaches, Mimbreños/Mimbres, Gila Apaches bezeichnet) lebten östlich der Chokonen im Südwesten von New Mexico ostwärts bis zum Rio Grande und werden daher oft als Östliche Chiricahua bezeichnet.
Die Copper Mines waren die westliche Lokalgruppe der Chihenne, bestehend höchstwahrscheinlich aus Chihenne und Bedonkohe, die südwestlich des Gila River lebten, besonders bei den Santa Lucia Springs in den Burro Mountains, nordwestlich des heutigen Silver City, beherrschten die Pinos Altos Mountains, Pyramid Mountains und die Umgebung von Santa Rita del Cobre entlang des Mimbres River im Osten. Nach der Entdeckung ertragreicher Kupferlagerstätten rund um Santa Rita del Cobre wurden sie in der Folge meist als Copper Mine Apaches („Kupferbergbau-Apachen“) bezeichnet.
Die Bedonkohe lebten im Westen New Mexicos nördlich und westlich der Chihenne in den Mogollon Mountains und Tularosa Mountains zwischen dem San Francisco River im Westen und dem Gila River im Südosten. Da ihr bevorzugtes Rückzugsgebiet oft die Mogollon Mountains waren, wurden sie auch Mogollon Apaches genannt. Da sie zudem nordöstlich der Chokonen lebten, werden sie oft als Nordöstliche Chiricahua bezeichnet.
Zudem wurden alle Apache entlang des Gila River – seien es Bedonkohe, Chihenne, Chokonen oder die zu den Westlichen Apachen zählenden San Carlos Apache und White Mountain Apache – als Gileños oder Gila Apaches bezeichnet.

## Verhältnis der Chiricahua und Bedonkohe zu benachbarten Stämmen
Im Nordwesten von den Chiricahua lebten die Westlichen Apache sowie die Yavapai, im Norden die Diné (Navajo), im Osten die Mescalero, im Süden und Südwesten die zu den Pima Alto (Oberen Pima) zählenden Tohono O’Odham (früher meist Papago), Hia-Ced O’Odham (früher auch Sand Papago), Akimel O’Odham (früher meist Pima), Sobaipuri (auch Sobas genannt, heute in den anderen Gruppen aufgegangen) sowie die mit diesen verbündeten Maricopa und Opata.
Mit den Yavapai, den Westlichen Apache sowie mit den Diné (Navajo) herrschte ein gespanntes Verhältnis, das trotz der sprachlichen und kulturellen Verwandtschaft, oft in Feindschaft umschlug, hingegen zählten insbesondere die Chihenne ihre östlich des Rio Grande lebenden Verwandten, die Mescalero-Apache, stets zu verlässlichen Verbündeten im Kampf gegen Spanier (später Mexikaner und Amerikaner) sowie gegen feindliche Comanche und Kiowa. Bei den sesshaften und Ackerbau treibenden Stämmen der Oberen Pima, Unteren Pima, Opata, Maricopa, Tarahumara sowie anderen sesshaften mexikanischen Stämmen als auch später den Spaniern (und Mexikanern) waren die Chiricahua, wie die andere Apache auch, als Räuber, Diebe und Krieger bekannt und gefürchtet. Die Chiricahua dehnten die Apacheria auf Kosten der sesshaften Stämme nach Süden weit aus und vertrieben die Sobaipuri und Opata aus Arizona und großen Gebieten des nördlichen Sonora.

## Geschichte
Als der wahrscheinlich bedeutendste Führer der Bedonkohe, Mahko – Großvater Geronimos – starb, waren diese führerlos und fanden in dem gebürtigen Bedonkohe Mangas Coloradas den geeigneten Anführer, so dass dieser seit den 1820er Jahren Häuptling der Bedonkohe sowie der Copper Mines-Lokalgruppe der Chihenne war. Auch hatte er erheblichen Einfluss auf die Anführer der östlich benachbarten Mimbres/Mimbreño-Lokalgruppe der Chihenne, die im südöstlichen West-New Mexico, zwischen dem Mimbres River und dem Rio Grande in den Mimbres Mountains und der Cook’s Range lebten. In Kriegszeiten schlossen sich zudem Cuchillo Negro („geschwärztes Messer“, in Apache: Baishan), Delgadito („ein bisschen dünn“, „mager“, in Apache: Tudeevia, Dudeevia), Victorio, Nana und andere Anführer der Nördlichen Warm Springs und Südlichen Warm Springs-Lokalgruppen, die ebenfalls zu den Chihenne zählten, Mangas Coloradas an.
Da er auch der Schwiegervater von Cochise, dem Häuptling der Chihuicahui, der südwestlichen Lokalgruppe der Chokonen, und zugleich einflussreichstem Anführer unter den Chokonen – war er der vielleicht einflussreichste Häuptling der Apache im 19. Jahrhundert und wird auf Grund seiner Erfolge im Kampf gegen Mexikaner und Amerikaner von vielen Historikern als einer der wichtigsten indianischen Führer des 19. Jahrhunderts betrachtet.
In den letzten Kämpfen der Chiricahua (1860–1890), an denen sich die Bedonkohe beteiligten, wurden viele Lokalgruppen so stark dezimiert, so dass sie nicht mehr fähig waren, alleine im Kampf zu bestehen und ihre Sicherheit sowie Freiheit zu behaupten. Die Überlebenden der kleinsten band (Stammesgruppe) – die Bedonkohe – schlossen sich daher ab etwa 1850 meist den Chihenne unter der Führung der Häuptlinge Victorio und Nana sowie den Nednhi unter Juh an – dessen Janero-Lokalgruppe der Nednhi wurde so zu einem Sammelbecken von kleinsten Familien und Gruppen, die den Kampf nicht aufgeben wollten. Nachdem die stark dezimierten Überlebenden der Bedonkohe sich ergaben, verloren sie ihre eigene Identität und gingen in den anderen Chiricahua-Gruppen während der Reservatszeit auf.

## Demographie
In den 1860er Jahren zählten die Chiricahua-Apache rund 3.000 Stammesmitglieder und konnten etwa 750 Krieger aufstellen. Als Ergebnis der ständigen Kämpfe mit Mexikanern und Amerikanern sowie benachbarten Stämmen nahm die Zahl der Chiricahua langsam ab, sodass in den 1870er Jahren diese rund 600 Krieger stellen konnten, aufgeteilt auf die vier unabhängig agierenden bands: Chihenne (etwa 175 Krieger), Chokonen (etwa 150 Krieger), Südliche Chiricahua (etwa 150 Krieger) sowie die Bedonkohe als kleinste Gruppe (etwa 125 Krieger).

## Heutige Situation
Die Nachfahren der Bedonkohe bilden heute zusammen mit den anderen Chiricahua-Bands zwei in den USA auf Bundesebene anerkannte Stämme (sogenannte federally recognized tribes) sowie einen vom Staat Alabama anerkannten Stamm (sogenannte state recognized tribe):
Oklahoma:
- Fort Sill Apache Tribe of Oklahoma

Der Fort Sill Apache Tribe (auch Fort Sill Chiricahua Warm Springs Apache Tribe) besteht aus Nachfahren der als Kriegsgefangene (von 1886 bis 1912) internierten Chiricahua-Apache (Chokonen, Chihenne, Bedonkohe und Nednhi), die man 1894 in das Militär-Gefängnis nach Fort Sill in Oklahoma brachte. Die bereits hier siedelnden Kiowa, Comanche und Kiowa Apache stellten Teile ihres Reservatslandes den Chiricahua-Apache zur Verfügung – ihren ehemaligen Feinden. Im August 1912 wurde der Kriegsgefangenen-Status aufgehoben und 1913 zogen 187 Fort Sill Apache in die Mescalero-Reservation in New Mexico zu ihren Stammesverwandten, den Mescalero-Apache. 84 Fort Sill Apache blieben als Kriegsgefangen in Oklahoma zurück und wurden erst 1914 freigelassen. In den 1970er Jahren erlaubte es ein Übereinkommen bezüglich des Landanspruchs eine Stammesverfassung zu verabschieden und einige Landstücke in Oklahoma sowie ehemaliges Stammesland in New Mexico und Arizona zu erwerben. 1977 wurden sie als Fort Sill Apache Tribe offiziell als Stamm anerkannt. Heute gibt es ca. 670 Stammesmitglieder, von den ca. die Hälfte über 18 Jahre alt ist. Ungefähr 300 leben in Oklahoma, der Rest in den Vereinigten Staaten, England und Puerto Rico.
Der Stamm betreibt heute zwei Casinos, das Fort Sill Apache Casino in Lawton, Oklahoma und das Apache Homelands Casino bei Akela, New Mexico
New Mexico:
- Mescalero Apache Tribe

Die Mescalero Apache Reservation befindet sich im südlichen Zentral-New Mexico, ist ca. 1.864 km² groß und befindet sich auf einer Höhe von ca. 1.600 m bis 3.650 m über dem Meeresspiegel. Die hohen Berge sind Teil der Sacramento Mountains, mit dem höchsten Berg – dem Sierra Blanca Peak (3.652 m) – der für die Mescalero-Apache heilig ist. Der Mescalero Apache Tribe besteht heute offiziell aus drei separaten Gruppen, die folgende vormals eigenständigen Stämme repräsentieren: die Mescalero Apache, die Chiricahua-Apache und die Lipan-Apache.
Die Twid Ndé (Tú’é'diné Ndé „No Water People“, „Tough People of the Desert“) der Lipan-Apache hatten sich bereits vor der Reservationszeit mit den Mescalero verbündet und verschmolzen ca. 1850 als Tuetinini mit den Mescalero. Häuptling Magoosh's Lokalgruppe der Tu'tssn Ndé (Tú sis Ndé, Kúne tsá „Big Water People“ oder „Great Water People“) suchte ca. 1850 ebenfalls bei den Mescalero Zuflucht, 1904 floh Häuptling Venego mit seiner Lokalgruppe aus Zaragoza, Mexico, beide Gruppen verschmolzen mit den Mescalero zu den Tuintsunde.
1913 (August 1912 war der Kriegsgefangenen-Status aufgehoben worden) zogen 187 Fort-Sill-Apache-Chiricahua (Chokonen, Chihenne, Bedonkohe und Nednhi) in die Mescalero-Reservation in New Mexico zu den Mescalero-Apache. Waren die Mescalero früher bereits manche Mischehen mit Chihenne und Lipan eingegangen, hatten sie zu den Chokonen, Bedonkohe und Nednhi anfangs ein gespanntes Verhältnis. Im Laufe der Zeit entstanden aber durch das Zusammenleben auf engem Raum immer mehr freundschaftliche und familiäre Kontakte zwischen den verschiedenen Gruppen und es entwickelten sich starke und enge Beziehungen untereinander. Schließlich wurden 1964 alle Apache im Reservat ungeachtet ihrer Herkunft als Mescalero anerkannt.
Der Stamm betreibt das Ski Resort Ski Apache sowie das benachbarte Hotel und Casino für Touristenverkehr – das Inn of the Mountain Gods Resort and Casino. Zudem errichteten sie in der Nähe ihres Verwaltungszentrums in Mescalero, New Mexico ein Kulturzentrum, das Cultural Museum. Der Stamm besitzt noch ein größeres Museum im Dog Canyon südlich von Alamogordo, New Mexico. Im Jahre 2000 gab es laut Zensus 3.156 Stammesmitglieder, heute ca. 3.979.
Alabama:
- MOWA Band of Choctaw Indians (MBCI)[16]

Im Jahr 1979 wurde die MOWA Band of Choctaw Indians als erster Stamm vom Bundesstaat Alabama als Stamm anerkannt (state recognized tribe), der Name MOWA bezieht sich auf die Namen der Countys Mobile County und Washington County, in denen sich die heutigen Reservatsgebiete befinden.
Die ca. 1,2 km² umfassende MOWA Choctaw Reservation befindet sich entlang des Mobile River und Tombigbee Rivers zwischen den kleinen Gemeinden McIntosh, Mount Vernon und Citronelle im Südwesten von Alabama, nördlich von Mobile. Sie sind Nachfahren von Choctaw (auch Chahta), Muskogee (auch Creek), Chickasaw, Cherokee und Chiricahua-Apache (die in Mt. Vernon Barracks von 1887 bis 1894 als Kriegsgefangene interniert waren). Die Mehrheit hat Choctaw-Vorfahren aus Mississippi und Alabama, die 1830 der Zwangsumsiedlung ins Indianerterritorium (Oklahoma) zur Zeit des Dancing Rabbit Creek-Vertrages entgehen konnten. Neben den Stammesmitgliedern, die auf der Reservation leben, leben ca. 3.600 in 10 kleinen Siedlungen nahe der Reservation. Laut United States Census 2000 gehören der MOWA Band of Choctaw Indians ca. 6.000 Stammesmitglieder an.
Heute (Stand 2007) sprechen noch 175 Chiricahua-Apache ihre Muttersprache, das Chiricahua, eine Dialektvariante innerhalb des Mescalero-Chiricahua-Apache, hiervon 149 in der Mescalero Apache Reservation in New Mexico, der Rest in Fort Sill in Oklahoma.